# 多脉贵州报春
多脉贵州报春（学名：Primula kweichouensis var. venulosa）为报春花科报春花属下的一个变种。

## 扩展阅读
- 維基物種上的相關：多脉贵州报春